# Črnuče

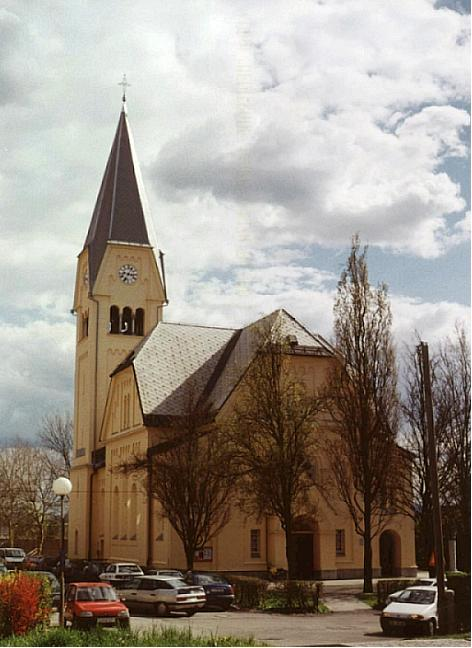
Pfarrkirche von Črnuče

Črnuče (deutsch Tschernutsch) ist der Name des Stadtbezirks 3 der slowenischen Hauptstadt Ljubljana.
Der Bezirk umfasst die ehemaligen Siedlungen Brod, Črnuče, Dobrava pri Črnuče, Gmajna, Ježa, Nadgorica, Podgorica pri Črnuče und Šentjakob ob Sava. Er grenzt an die Stadtbezirke Šmarna gora und Posavje im Westen, sowie im Süden – getrennt durch die Save, an Bežigrad, Jarše und Polje.